# 제드 브로피
제드 브로피(Jed Brophy, 1963년 ~ )는 뉴질랜드의 배우이다.